# 터그 라이프
터그 라이프(Thug Life)는 투팍(2Pac), 스트레치, 빅 사이크, 모프림, 마카도시스, 더 레이티드 R로 구성되었던 미국의 힙합 그룹이다. 이들은 1994년의 Thug Life: Volume 1 음반으르 하나 낸 이후 1995년 해체하였다.

## 역사
투팍, 랜디 스트레치 워커, 프린세스 멜은 1992년 타이루스 리틀 사이코 히메스와 함께 터그 라이프를 결성하였다. "Thug Life"라는 제목의 노래를 녹음했다. 얼마 지나지 않아 리틀 사이코가 Syke라는 이름으로 그룹에 합류하였다.

## 오리지널 구성원
- 투팍(2Pac, 1996년 사망)
- 스트레치 (빅 스트레치, 1995년 사망)
- 빅 사이크 (리틀 사이코, 2016년 사망)
- 모프림 (Mocedes, The Wycked, Komani, Mo' Khomani)
- 마카도시스 (디 오리지널 맥 10)
- 더 레이티드 R (슈퍼 스타)

## 디스코그래피

### 스튜디오 음반
- Thug Life: Volume 1 (1994) #42 Billboard 200; #6 R&B/ Hip-Hop